# El País

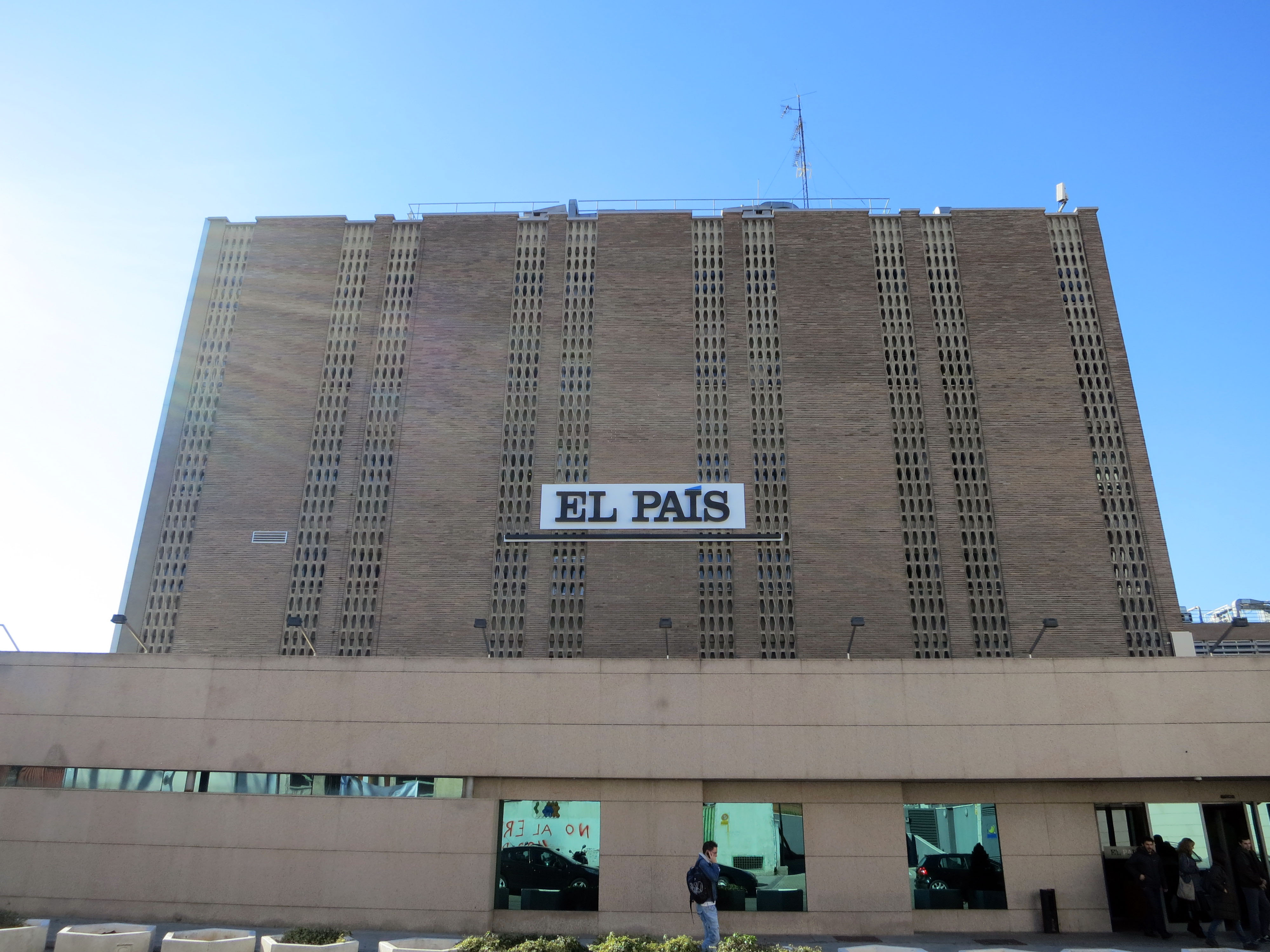
Sídlo deníku 'El País' (Calle de Miguel Yuste, Madrid)

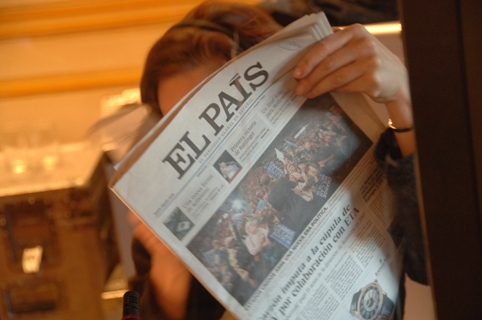
Deník El país

El País (v překladu „země“) je španělský deník vycházející v kastilštině; se 345 000 prodanými výtisky (2011) je v současnosti největším španělským deníkem (mimo sportovní deníky). Hlavní redakce sídlí v Madridu. Oproti ostatním deníkům přináší více informací o mezinárodním dění a je prakticky jediným španělským tištěným deníkem dostupným v zahraničí.

## Historie
Zakladateli byli José Ortega Spottorno (syn Ortegy y Gasseta), Jesús de Polanco a Juan Luis Cebrián; první číslo vyšlo 4. května 1976, šest měsíců po smrti diktátora Franca; demokratický náboj deníku napomohl španělskému přechodu k demokracii, zatímco ostatní noviny se déle držely frankismu. V 80. letech si postupně získal vedoucí pozici na španělské mediální scéně. Od poloviny 90. let je k dispozici také na internetu, a to v „národní“ a „globální“ verzi.

### Případ Silvia Berlusconiho
Počátkem června 2009, tedy v době voleb do europarlamentu, list jako první vydal sérii fotografií italského paparazziho Antonella Zappadu, které ukazují poměry v letním sídle italského premiéra Berlusconiho: na fotografiích jsou nahé (údajně nezletilé) dívky a taktéž nahý český expremiér Mirek Topolánek. Ten obvinil El País, o němž mluví jako o „levicovém listu“, ze socialistického útoku a manipulace. Podobně reagoval premiér Berlusconi, který ohlásil, že chce El País žalovat.

## Politická orientace
El País je nezávislý deník proevropského zaměření, bez vyhraněnějšího ideologického ukotvení. v 80. letech měl blízko k sociálně-demokratickému premiérovi Gonzálezovi a i nadále se přikláněl spíše ke straně PSOE, aniž by se vyhýbal kritice premiéra Zapatera.
Od počátku 21. století se deník od levice odklání, což bylo patrné na silné kritice vládců jihoamerických zemí, zejména Huga Cháveze a na jejich srovnávání s vojenskými diktátory. Velkou vlnu rozhořčení vyvolala falešná fotografie Cháveze během operace, zveřejněná 24. ledna 2013; výtisk byl následně stažen z prodeje.
List spolupracuje s podobně orientovanými deníky La Repubblica (Itálie), Le Monde (Francie) a s International Herald Tribune